# برنامه‌ریزی راهبردی
برنامه‌ریزی راهبردی فرآیندی‌ست سازمانی برای تعریف راهبرد سازمان و تصمیم‌گیری برای چگونگی یافتن منابع مورد نیاز برای رسیدن به مقصود راهبرد، صورت می‌گیرد. این فرایند افراد و منابع را نیز شامل می‌شود.

برای آنکه سازمان بداند به کجا خواهد رفت باید بداند اکنون دقیقاً کجا قرار گرفته‌است. پس از آن باید آنچه می‌خواهد باشد را به درستی تعریف کرده و چگونگی رسیدن به آن جایگاه را مشخص کند. مستندات حاصل از این فرایند را برنامهٔ راهبردی سازمان می‌نامند.

برنامه‌ریزی راهبردی برای برنامه‌ریزی مؤثر به منظور تصویر کردن طرح و برنامه یک سازمان بکار می‌رود، اما هرگز نمی‌تواند مشخصاً پیش‌بینی کند بازار در آینده دقیقاً چگونه خواهد بود و در آیندهٔ نزدیک چه اتفاقاتی رخ خواهد داد.
متفکران و خبرگان حوزهُُ راهبرد در سازمان می‌باید راهبردهای سازمان را بر اساس زنده ماندن در شرایط سخت طراحی کنند.
درواقع برنامه‌ریزی راهبردی به نوعی تصویر رسمی آیندهٔ سازمان است. هر برنامهٔ راهبردی دست کم به یکی از پرسش‌های زیر پاسخ خواهد داد:
1. ما دقیقاً چه کار می‌کنیم؟
2. برای چه کسی کار می‌کنیم؟
3. چگونه کار خود را به بهترین شکل ممکن انجام دهیم؟

در برنامه‌ریزی‌های تجاری ممکن است پرسش سوم به شکل زیر پرسیده شود:

چگونه می‌توان رقیب را از سر راه برداشت یا از رقابت اجتناب کرد؟

در این رویکرد بیشتر بدنبال شکست دادن رقیبان هستیم تا بهترین بودن!

در بسیاری از سازمان‌ها برنامه راهبردی دربارهٔ این است که سال آینده سازمان به کجا خواهد رسید که به‌طور معمول تر در خصوص سه تا پنج سال آینده (دراز مدت) نیز صادق است، اگرچه بعضی از سازمان‌ها چشم‌انداز خود را تا ۲۰ سال آینده گسترش داده‌اند.

## بیانیه مأموریت و بیانیه چشم‌انداز
چشم‌انداز: چگونگی سازمان در آینده را تعریف می‌کند. چشم‌انداز یک افق دراز مدت است که گاهی جهانی را که سازمان در آینده در آن فعالیت می‌کند توصیف می‌کند. برای مثال، نیکوکاری که به فقیری کمک می‌کند ممکن است بیانیه چشم‌اندازی داشته باشد که می‌گوید: «یک جهان بدون فقر».
یک بیانیه چشم‌انداز آیندهٔ سازمان را به صورت خلاصه بیان می‌کند. این بیانیه بر روی آینده متمرکز می‌شود.
مأموریت: هدف بنیادی یک سازمان یا یک سرمایه‌گذاری را بیان می‌کند، مختصراً توضیح می‌دهد چرا سازمان وجود دارد و برای رسیدن به چشم‌اندازش چه کاری انجام می‌دهد.

گاهی مأموریت برای نمایش تصویر سازمان در آینده به کار می‌رود. یک بیانیه مأموریت گاهی جزییات کارهای را که انجام داده در اختیار می‌گذارد و به سؤال "چه کاری انجام می‌دهیم؟" پاسخ می‌دهد. برای مثال ممکن است نیکوکار "کار آموزی برای بیکار و بی‌خانمان" را فراهم سازد.
یک بیانیه مأموریت مشتری و فرایندهای مهم را تعریف می‌کند. این بیانیه سطح کارایی مطلوب را به آگاهی شما می‌رساند و معیار تصمیم‌گیری صریح را مهیا می‌سازد.
در معدودی از شرکت‌ها یک بیانیه چشم‌انداز ممکن است شبیه یک بیانیه مأموریت باشد، اما این می‌تواند یک خطای سنگین باشد چرا که می‌تواند موجب سردرگمی مردم شود.
کدام یک اول می‌آیند؟ بیانیه مأموریت یا بیانیه چشم‌انداز؟ بستگی دارد. اگر شما یک کسب و کار تازه یا طرح یا برنامهٔ جدید برای خدمات جاری خود داشته باشید، آنگاه چشم‌انداز، مأموریت و باقی برنامه‌های استراتژیک را هدابت خواهد کرد. اگر شما یک کسب و کار تأسیس شده دارید در حالیکه مأموریت ایجاد شده، آنگاه مأموریت، چشم‌انداز و باقی برنامه‌های استراتژیک را هدایت می‌کند. در هر صورت شما نیازمند دانستن اهداف بنیادی خود یعنی -ماموریت، موقعیت کنونی شما از نظر منابع درونی و قابلیت‌ها (تعداد نفرات و/یا نقاط ضعف) و شرایط بیرونی (فرصت‌ها و/یا تهدیدها)، و اینکه به کجا می‌خواهید بروید - و چشم‌انداز آینده هستید. این مهم است که شما پایان و نتیجه مطلوب را از ابتدا در نظر بگیرید.

## فرایند برنامه‌ریزی راهبردی
فرایند برنامه‌ریزی راهبردی بر اساس مدل معتبر برایسون در کتاب برنامه‌ریزی راهبردی در سازمان‌های دولتی، عمومی و غیرانتفاعی به شرح زیر است:
1. توافق اولیه: در این مرحله ضرورت برنامه‌ریزی راهبردی برای سازمان مورد برنامه‌ریزی بررسی شده و آشنایی با این نوع برنامه‌ریزی حاصل می‌شود. سازمان‌ها، واحدها، گروه‌ها یا افرادی که باید در برنامه‌ریزی درگیر شوند مشخص گردیده و توجیه می‌شوند. مراحلی که در برنامه‌ریزی باید انجام شوند شرح داده می‌شوند. روش انجام برنامه‌ریزی، زمانبندی انجام، آیین‌نامه‌های مورد نیاز برای جلسات و نحوة گزارش‌دهی مشخص می‌گردند. منابع و امکانات لازم تعیین می‌گردند.
2. تعیین وظایف: وظایف رسمی و غیررسمی سازمان «بایدهایی» است که سازمان با آن‌ها روبروست. در این مرحله هدف این است که سازمان و افراد آن وظایفی را که از طرف مراجع ذیصلاح (دولت، مجلس و…) به آن‌ها محول شده‌است شناسایی کند. شاید این هدف به ظاهر خیلی روشن باشد ولی این واقعیت در بیشتر سازمان‌ها وجود دارد که بیشتر افراد اختیارات و وظایف سازمانی را که در آن مشغول بکارند نمی‌دانند و اساسنامه آن را حتی برای یکبار مطالعه نکرده‌اند. از طرف دیگر وظایف محول شده به سازمان عموماً کلی بوده و تمام فضایی را که سازمان می‌تواند در آن فعالیت کند تعریف نمی‌کند؛ بنابراین ضروری است که با مطالعه وظایف مکتوب و مصوب سازمان اولاً با آن وظایف آشنا شد (که از این طریق بعضی از اختیارات و ذینفعان سازمان نیز شناسایی می‌شوند)، ثانیاً مواردی را که در حیطه اختیارات سازمان قرار می‌گیرند اما تا بحال کشف نشده‌اند، شناخت.
3. تحلیل ذینفعان: ذینفع فرد، گروه یا سازمانی است که می‌تواند بر نگرش، منابع یا خروجی‌های سازمان تأثیرگذارد یا از خروجی‌های سازمان تأثیر پذیرد. تحلیل ذینفعان پیش‌درآمد ارزشمندی برای تنظیم بیانیه مأموریت سازمان است. تحلیل ذینفعان بسیار ضروری است، چرا که رمز موفقیت در بخش دولتی و غیرانتفاعی ارضای ذینفعان کلیدی سازمان است. اگر سازمان نداند که ذینفعانش چه کسانی هستند، چه معیارهایی برای قضاوت دربارهٔ سازمان به کار می‌برند، و وضعیت عملکردی سازمان در قبال این معیارها چیست، به احتمال زیاد نخواهد توانست فعالیت‌هایی را که باید برای ارضای ذینفعان کلیدی خود انجام دهد، شناسایی کند.
4. تنظیم بیانیه مأموریت سازمان: مأموریت سازمان جملات و عباراتی است که اهداف نهایی سازمان، فلسفه وجودی، ارزش‌های حاکم بر سازمان و نحوة پاسخگویی به نیاز ذینفعان را مشخص می‌کند. علاوه بر این موارد، اختلافات درون سازمانی را مرتفع ساخته و بستر بحث‌ها و فعالیت‌های سازنده و مؤثر را هموار می‌کند. توافق بر مأموریت سازمان، تمام فعالیت‌های آن را همسو می‌سازد و انگیزش و توجه ذینفعان سازمان خصوصاً کارکنان آن را افزایش می‌دهد.
5. شناخت محیط سازمان: اساس راهبردی عمل کردن شناخت شرایط است. یک بازیکن موفق فوتبال علاوه بر اینکه از توانایی‌ها و وظایف هر یک از اعضای تیم خود آگاهی دارد، سعی می‌کند شرایط تیم مقابل و نقاط قوت و ضعف هر یک از افراد آن را دریابد و با داشتن این مأموریت در ذهن یعنی پیروز شدن در بازی، در هر لحظه بهترین حرکت را انجام دهد. برای اینکه یک سازمان نیز در رسیدن به مأموریت خود موفق گردد باید شرایط حاکم بر خود را به خوبی شناسایی کند. در این مرحله، محیط خارجی سازمان در قالب شرایط سیاسی، اقتصادی، اجتماعی و فناورانه مورد بررسی قرار گرفته و نقاط قوت و ضعف آن‌ها برای سازمان تعیین می‌گردند. در راستای شناخت محیط سازمان، در این مرحله محیط داخلی نیز در قالب ورودی‌ها، خروجی‌ها، فرایند و عملکرد سازمان مورد مطالعه قرار می‌گیرند.
6. تعیین موضوعات راهبردی پیش روی سازمان: این مرحله قلب فرایند برنامه‌ریزی راهبردی است. موضوعات راهبردی تصمیمات سیاسی و اساسی هستند که بر اختیارات، مأموریت، ارزش‌ها، محصول یا خدمات ارائه‌شده، مراجعان یا استفاده‌کنندگان، هزینه‌ها، تأمین منابع مالی، سازمان یا مدیریت تأثیر می‌گذارد. هدف این مرحله تعیین انتخاب‌هایی است که سازمان با آن‌ها مواجه است.
7. تعیین راهبردها: به منظور پرداختن به هر یک از موضوعات راهبردی پیش روی سازمان باید اقداماتی صورت گیرد که در قالب برنامه‌ها، اهداف، طرح‌ها و . . . بیان می‌شوند. این اقدامات راهبرد نامیده می‌شوند. در واقع راهبرد عبارت است از قالبی از اهداف، سیاست‌ها، برنامه‌ها، فعالیت‌ها، تصمیمات یا تخصیص‌های منابع که مشخص می‌کنند سازمان چیست، چه کاری انجام می‌دهد و چرا آن را انجام می‌دهد. راهبردها می‌توانند تحت سطوح سازمانی، وظایف و محدودة زمانی متفاوتی تعریف شوند.
8. شرح طرح‌ها و اقدامات: این مرحله می‌تواند در قالب مرحله قبل، مرحله تعیین راهبردها، انجام شود اما از آنجایی که کار برنامه‌ریزی راهبردی با تعیین راهبردها به پایان می‌رسد و اجرای آن در قالب تعریف طرح‌ها و اقدامات و مدیریت راهبردی برنامه تهیه شده انجام می‌شود این تفکیک صورت گرفته‌است. به عبارت دیگر از این مرحله به بعد از مدل برایسون مربوط به اجرای برنامه و مدیریت راهبردی می‌گردد. در این مرحله به منظور اجرای هر یک از راهبردهای انتخاب‌شده تعدادی طرح و اقدام تعریف می‌گردد.
9. تنظیم دورنمای سازمانی برای آینده: در این مرحله، توصیفی از شرایط آینده سازمان در صورت بکارگیری راهبردهای تدوین شده و استفاده از تمام نیرو و منابع سازمان، ارائه می‌شود. این توصیف دورنمای موفقیت سازمان نامیده می‌شود که در آن شرحی از مأموریت، راهبردهای اساسی، معیارهای عملکرد، بعضی از قواعد تصمیم‌گیری مهم و استانداردهای اخلاقی مد نظر همة کارمندان ارائه می‌شود. در صورت تنظیم چنین دورنمایی، افراد سازمان خواهند دانست که چه انتظاری از آن‌ها می‌رود، پویایی و همسویی انگیزه و نیروی افراد در رسیدن به اهداف سازمان به وجود آمده و نیاز به نظارت مستقیم کاهش می‌یابد.
10. برنامه عملیاتی یکساله: در این مرحله با استفاده از اطلاعات تدوین شده در مرحله هشتم و بر اساس اولویت‌های تعیین شده توسط تصمیم‌گیران، یک برنامه عملیاتی تهیه شده و بر اساس آن مدیریت و کنترل طرح‌ها و اقدامات انجام می‌شود.
11. الوانی (۱۳۷۴) نیز در کتاب «مدیریت عمومی» مراحل ذیل را برای برنامه‌ریزی راهبردی نام برده‌است:مراحل برنامه‌ریزی راهبردی (الوانی، ۱۳۷۴)

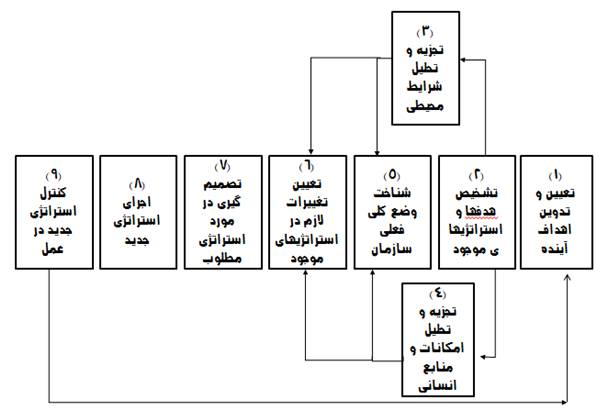
مراحل برنامه‌ریزی راهبردی (الوانی، ۱۳۷۴)

12. تعیین و تدوین اهداف آینده سازمان: این مرحله، به عنوان مهم‌ترین مرحله معرفی شده‌است. وظیفه تعیین و تدوین اهداف آینده به عهده مقامات سطوح بالای سازمان و به معنی درک و تشخیص صحیح مأموریت و مقاصد سازمان است. ارزش‌ها و انتظارات جامعه از سازمان و امکانات و منابع سازمان، در تعیین اهداف اهمیت دارد.
13. شناخت اهداف و راهبردهای موجود سازمان: منظور بررسی اهداف و مأموریت‌های فعلی سازمان و تعیین وجوه افتراق و اختلاف آن‌ها با هدف‌های تعیین شده‌است.
14. تجزیه و تحلیل شرایط محیطی: در این مرحله باید از عوامل اقتصادی، سیاسی، فرهنگی، فنی و اقلیمی‌مؤثر بر سازمان و اهداف آن آگاهی کامل داشت. بدین منظور به سنجش تغییرات عوامل محیطی و آثار آن بر سازمان و همچنین شناسایی و تحلیل تهدیدها و فرصت‌های محیط خارجی بر سازمان پرداخته می‌شود. برایسون (۱۹۸۸) معتقد است، عوامل محیطی (بیرونی)، عواملی هستند که سازمان کنترلی بر آن‌ها ندارد. فرصت‌ها و تهدیدها را می‌توان از طریق نظارت بر روندها و عوامل سیاسی، اقتصادی، اجتماعی، فناورانه و … موجود در محیط شناسایی کرد. واژه الگو:PEST: Political, Economical, Social, Technological سرنام مناسبی برای این عوامل و روندهاست. علاوه بر این عوامل، توجه به گروه‌های ذی‌علاقه از جمله ارباب رجوع‌ها، مشتریان، مالیات دهندگان، رقبا و همکاران نیز ضروری است.
15. تجزیه و تحلیل منابع و امکانات سازمان: در این مرحله برنامه‌ریزان تلاش می‌کنند امکانات سازمان از جهت منابع کلیدی و راهبردی را ارزیابی کنند و همچنین شمایی کلی از امکانات سازمان برای تحقق اهداف آینده به دست آورند. شناسایی ضعف‌ها و نارسایی‌های داخلی سازمان نیز در این مرحله صورت می‌گیرد. بررسی و ارزیابی محیط داخلی با توجه به منابع (دروندادها)، راهبردهای جاری سازمان (فرایندها) و عملکردها (بروندادها) باید صورت پذیرد.
16. شناخت وضع موجود سازمان: این مرحله، حاصل اطلاعات جمع‌آوری‌شده در سه مرحله پیش، یعنی: به دست آوردن تصویر کاملی از اهداف موجود، منابع موجود، شرایط محیطی سازمان و آثار آن‌ها بر یکدیگر می‌باشد.
17. تعیین تغییرات مورد لزوم در راهبردها: تعیین فاصله میان اهداف و راهبردهای آینده و پیش‌بینی ضرورت انجام تغییرات و اقدام‌های لازم
18. تصمیم‌گیری در مورد راهبرد مطلوب: در این مرحله در ابتدا راهبردهای ممکن تعیین می‌شود. سپس به ارزیابی هر یک از این راهبردها پرداخته می‌شود و در نهایت راهبرد اصلح از میان راهبردهای یافت شده انتخاب می‌شود.
19. اجرای استراتژی مطلوب: اجرای راهبرد تعیین شده و عملاً به محک آزمون نهادن آن راهبرد
20. کنترل و سنجش راهبرد جدید در عمل: انجام و اعمال کنترل‌های لازم در مورد اجرای درست استراتژی و تحقق اهدافی که راهبرد برای نیل به آن‌ها طراحی شده و ارائه اطلاعات لازم در این مورد توسط بخش‌های مختلف به برنامه‌ریزان

«رضائیان» (۱۳۸۰) فراگرد برنامه‌ریزی راهبردی را به صورت زیر نمایش داده‌است:

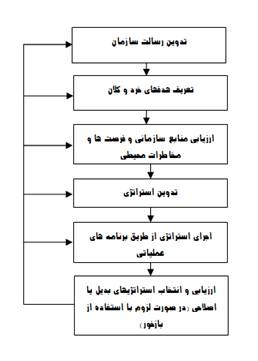
مراحل برنامه‌ریزی راهبردی (رضائیان، ۱۳۸۰)

کتاب «برنامه‌ریزی راهبردی و کاربرد آن» فرایند برنامه‌ریزی راهبردی را به صورت ذیل نمایش داده‌است:

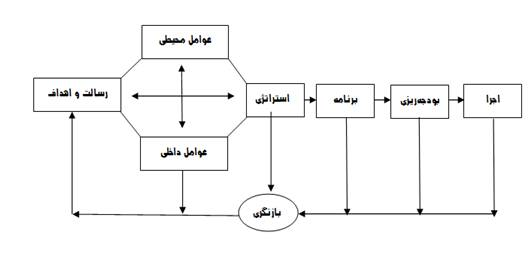
مراحل برنامه‌ریزی راهبردی (احمدی، ۱۳۷۷)

1. رسالت و اهداف: منظور از رسالت، فلسفه وجودی یک سازمان یا نقشی که آن سازمان در جامعه به عهده گرفته تا با ایفای آن، خدمات مورد نظر را ارائه دهد، می‌باشد. منظور از اهداف نیز، نقاط مطلوب در آینده که سازمان تمایل به دستیابی به آن‌ها را دارد، می‌باشد.
2. عوامل محیطی: منظور متغیرهایی است که از خارج سازمان بر آن تأثیر می‌گذارند و معمولاً خارج از کنترل مدیریت سازمان نیز می‌باشند. برخی از صاحب‌نظران، این عوامل را به دو دسته تقسیم می‌کنند: عوامل محیطی دور: عوامل اقتصادی، سیاسی، اجتماعی، مسائل بین‌المللی و منطقه‌ای و …؛ عوامل محیطی نزدیک: رقبا، مشتریان، سهامداران، فناوری، صنعت و … این دسته از عوامل ارتباط نزدیک تر و تأثیر مستقیم‌تری بر سازمان دارند.
3. عوامل داخلی: عواملی که در درون سازمان وجود داشته و از نظر اداری و رسمی‌تحت کنترل سازمان می‌باشند.
4. راهبرد: برآیند مجموعه مواضع و روش برخورد سازمان در موضوعات راهبردی آن که نهایتاً تحقق اهداف و رسالت سازمان را قرار است تضمین نماید را راهبرد می‌نامند [۱]. راهبرد، به فرایند تعیین مأموریت‌ها، مقاصد و هدف‌های اساسی و بلندمدت سازمان و پذیرش جریان اقدامات و تخصیص منابع ضروری برای دستیابی به هدف‌های ریز سازمان می‌پردازد (تامپسون، ۱۹۹۵؛ نقل در: [۵]). بنابراین هر راهبرد دارای سه ویژگی اساسی می‌باشد:تأثیرات بلندمدت دارد. در محیط رقابتی است. جنبه حیاتی دارد.
5. سایر مراحل: پس از تدوین راهبردها، برنامه مورد نیاز تدوین و با رعایت بودجه‌بندی متناسب با امکانات سازمان، اجرای برنامه صورت می‌گیرد.

«حمیدی‌زاده» (۱۳۸۰) مراحل ذیل را برای این روند برشمرده است:

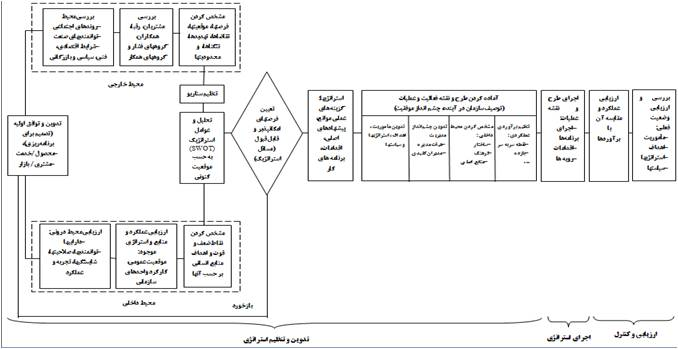
مراحل برنامه‌ریزی راهبردی (حمیدی زاده، ۱۳۸۰)

«رابینز و سنزو» (۲۰۰۰) این فرایند را به شکل زیر بیان کرده‌اند:

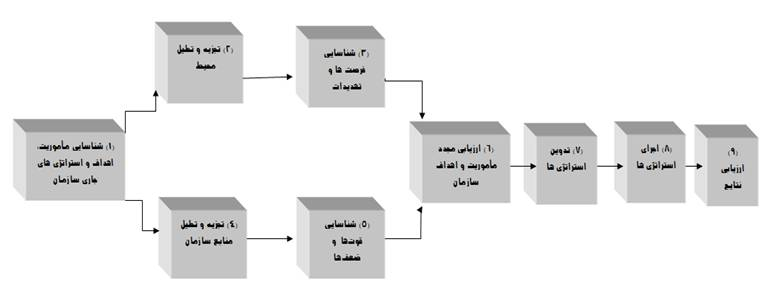
مراحل برنامه‌ریزی راهبردی (رابینز و سنزو، ۲۰۰۰)

در مقاله «مبینی دهکردی و سلمانپور خویی» (۱۳۹۱)، مراحل برنامه‌ریزی راهبردی در قالب فرایند سه مرحله‌ای تعیین ورودی‌ها، فرایند تغییر شکل ورودی‌ها و در نهایت شکل‌گیری خروجی و مطابق با شکل زیر نشان داده شده‌است:

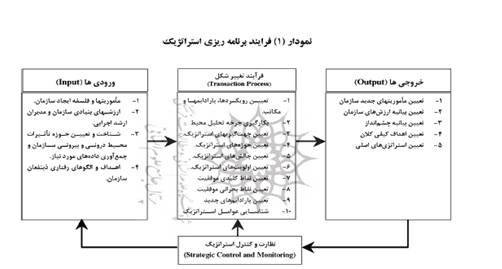
مراحل برنامه‌ریزی راهبردی (مبینی دهکردی و سلمانپور خویی، ۱۳۹۱)

به‌طور کلی، «سه گام اساسی» که در طراحی برنامه‌ریزی راهبردی باید به آن‌ها توجه داشت عبارت است از:
- جایگاه خود را به عنوان یک سازمان مشخص کنیم (کجا هستیم؟)
- برنامه ما برای آینده سازمان چیست (به کجا می‌رویم؟)
- برای رسیدن به هدف، یک رویکرد بنا کنیم و آن را به مرحله اجرا درآوریم (چگونه می‌خواهیم به آنجا برسیم؟)

بررسی متون مختلف در حوزه برنامه‌ریزی راهبردی بیانگر آن است که اساساً فرایند مدیریت استراتژیک را می‌توان شامل «سه مرحله» ذیل دانست:
1. تدوین راهبردها: تعیین مأموریت سازمان، شناسایی فرصت‌ها و تهدیدهای محیط خارجی، شناسایی نقاط قوت و ضعف داخلی سازمان، تعیین هدف‌های بلندمدت، در نظر گرفتن راهبردهای گوناگون و انتخاب راهبردهای خاص جهت ادامه فعالیت؛
2. اجرای راهبردها: تعیین هدف‌های سالانه در سازمان، تعیین سیاست‌ها، ایجاد انگیزه در کارکنان و تخصیص منابع برای اجرای راهبردهای تدوین شده
3. ارزیابی راهبردها

همچنین، راهبردها و استراتژی‌های سازمان باید بر مبنای «شناخت کافی» از موارد ذیل تدوین و اجرا شوند:
1. رسالت و مقصود سازمان
2. هدف‌های خرد و کلان سازمان
3. ارزش‌های محوری و فرهنگ سازمان
4. نقاط قوت و ضعف داخلی سازمان
5. فرصت‌ها و تهدیدهای محیطی سازمان

## تاریخچه
واژه «استراتژی» از واژه یونانی «Strategos» گرفته شده که به معنای «سالار سپاه» می‌باشد. سالانه هر یک از ده قبیله یونانی یک Strategos برمی‌گزیدند تا سپاهیانشان را هدایت نماید. بعدها وظایف وی به امور قضایی و مدنی نیز تعمیم داده شد. تاریخچه برنامه‌ریزی استراتژیک به امور نظامی برمی گردد. برابر تعریف لغت‌نامه وبستر «استراتژی، دانش برنامه‌ریزی و هدایت عملیات نظامی بزرگ در مقیاس کلان با هدف تشخیص و یافتن بهترین موقعیت پیش از درگیری واقعی با دشمن است».
برنامه‌ریزی استراتژیک در سازمان‌ها در دهه ۱۹۵۰ آغاز و در دهه‌های ۶۰ و ۷۰ به سرعت محبوبیت یافت و بسیاری از مدیران دریافتند که استراتژی، پاسخ بسیاری از مسائل است. در دهه ۶۰، مدل‌های کیفی و کمّی استراتژی گسترش یافت. در آغاز دهه ۸۰ میلادی، مدل ارزش سهام داران و مدل پورتر برای برنامه‌ریزی استراتژیک، استاندارد شناخته می‌شدند. نیمه دوم دهه ۸۰ میلادی، آغاز پیدایش مدل‌های استراتژی معطوف به شایستگی محوری و تمرکز بر بازار بود. اواخر نیمه دوم دهه ۸۰ و آغاز دهه ۹۰ میلادی، شروع پیدایش مدل‌های نسل دوم برنامه‌ریزی استراتژیک بود که بیشتر بر اهمیت انطباق سازمان با تغییر، انعطاف‌پذیری، تفکر استراتژیک و یادگیری سازمانی تمرکز و تأکید داشتند.

## جستار های وابسته
- بیانیه چشم‌انداز
- بیانیه ماموریت